# آیلو (خواننده)
آنتونیو آیلو (انگلیسی: Aiello؛ زادهٔ ۲۶ ژوئیهٔ ۱۹۸۵) معروف به آیلو، خواننده اهل ایتالیا است. وی از سال ۲۰۱۱ میلادی تاکنون مشغول فعالیت بوده است.